# Song Kang-ho
En aquest nom coreà, el cognom és Song.
Song Kang-ho (en coreà 송강호) (Gimhae, 17 de gener de 1967), és un reconegut actor de cinema sud-coreà.

## Biografia
Es va graduar al Busan Kyungsang College, però va començar la seva carrera en grups de teatre sense preparació professional com a actor. Va fer el seu debut l'any 1991 en l'obra Dongseung.
El 1996 va començar a aparèixer en petits papers per al cinema i un any més tard va formar part del repartiment de No. 3 com gàngster encarregat de l'entrenament d'un grup de novells. Per aquest paper va guanyar el seu primer premi de rellevància en la seva carrera, en els Blue Dragon Film Awards. Song va veure créixer el seu catxe gràcies al seu paper secundari en la producció de 1999 Shiri. El 2000 va aconseguir els seus primers papers de protagonista: el d'un lluitador a The Foul King i el d'un sergent nord-coreà a Joint Security Area (J.S.A.).
Va aconseguir excel·lents crítiques per les seves interpretacions en diversos papers: Un pare assedegat de venjança a Sympathy for Mr. Vengeance (2002); un incompetent detectiu rural a Memories of Murder (2003); un perruquer en The President's Barber (2004) i un maldestre però afectuós pare a The Host (2006). Ha estat guanyador del Premi al millor actor als Asian Film Awards del 2007.
El 2019 va formar part del repartiment del thriller d'humor negre Paràsits, dirigida per Bong Joon-ho.

## Filmografia
| Any  | Títol                            | Paper                          | Notes |
| ---- | -------------------------------- | ------------------------------ | ----- |
| 1996 | The Day a Pig Fell into the Well |                                |       |
| 1997 | Green Fish                       | Pan-su                         |       |
| 1997 | No. 3                            | Jo-Pil                         |       |
| 1998 | The Quiet Family                 | Yeong-min Kang (fill)          |       |
| 1998 | Timeless Bottomless Bad Movie    |                                |       |
| 1999 | Shiri                            | Lee, Jang-gil                  |       |
| 2000 | The Foul King                    | Dae-Ho                         |       |
| 2000 | Joint Security Area              | sergent Oh Kyeong-pil          |       |
| 2002 | Sympathy for Mr. Vengeance       | Park Dong-jin                  |       |
| 2002 | YMCA Baseball Team               | Lee Ho-chang                   |       |
| 2003 | Memories of Murder               | policia Park Doo-man           |       |
| 2004 | The President's Barber           | Seong Han-mo/Barber            |       |
| 2005 | Antarctic Journal                | Choi Do-hyung                  |       |
| 2005 | Sympathy for Lady Vengeance      | assassí n° 1                   |       |
| 2006 | The Host                         | Park Gang-du                   |       |
| 2007 | The Show Must Go On              | Kang In-goo                    |       |
| 2007 | Secret Sunshine                  | Jong Chan                      |       |
| 2008 | The Good, the Bad, the Weird     | Yun Te-Gu/El Lleig (the Weird) |       |
| 2009 | Thirst                           | Sang-Hyeon/vampir              |       |
| 2010 | Secret Reunion                   | agent Lee Han-gyu              |       |
| 2011 | Blue Salt                        | Doo-hun                        |       |
| 2015 | Sado                             | rei Yeongjo                    |       |
| 2017 | A Taxi Driver                    | Kim Man-seob                   |       |
| 2019 | Paràsits                         | Ki Taek                        |       |
| 2022 | Broker                           | Ha Sang-hyun                   |       |